# Regionale raad van Hof HaCarmel
De Regionale raad van Hof HaCarmel (Hebreeuws: מועצה אזורית חוף הכרמל) is een regionale raad in Israël.

## Gemeenschappen
| Kibboetsen - Beit Oren - Ein Carmel - HaChotrim - Maägan Michael - Maäjan Tzvi - Nachsjolim - Neve Jam - Sdot Jam | Moshaven - Bat Sjlomo - Beit Chanania - Dor - Ein Ajala - Geva Carmel - Kerem Maharal - Megadim - Nir Etzion - Ofer - Tzrufa | Dorpen - Atlit - Caesarea - Ein Hod - Ein Hawd - Kfar Galim - Kfar Tzvi Sitrin - Meir Sjfeja |

Abu Basma · Alona · al-Batuf · Be'er Tuvia · Beit She'an Vallei · Bnei Shimon · Brenner · Bustan al-Marj · Centraal Arava · Drom HaSharon · Esjkol · Gan Raveh · Gederot · Gezer · Gilboa · Golan · Gush Etzion · Har Hebron · Hefervallei · Hevel Eilot · Hevel Modi'in · Hevel Yavne · Hof Ashkelon · Hof HaCarmel · Hof HaSharon · Jizreëlvallei · Emek HaYarden · Bik'at HaYarden · Lakhish · Lev HaSharon · Lodvallei · Lager Galilea · Ma'ale Yosef · Mateh Asher · Mateh Binyamin · Mateh Yehuda · Megiddo · Megilot · Menashe · Merhavim · Merom HaGalil · Mevo'ot HaHermon · Misgav · Nahal Sorek · Ramat HaNegev · Sha'ar HaNegev · Sdot Negev · Shafir · Shomron · Tamar · Hoger Galilea · Yoav · Zevoeloen